# Earlandinella
Earlandinella es un género de foraminífero bentónico considerado un sinónimo posterior de Paratikhinella de la subfamilia Paratikhinellinae, de la familia Paratikhinellidae, de la superfamilia Moravamminoidea, del suborden Fusulinina y del orden Fusulinida. Su especie tipo era Nodosinella cylindrica. Su rango cronoestratigráfico abarcaba el Viseense medio (Carbonífero inferior).

## Clasificación
Earlandinella incluía a las siguientes especies:
- Earlandinella cylindrica †
- Earlandinella irregularis †, aceptado como Paratikhinella irregularis
- Earlandinella tenuis †